# Роман Паладійчук
Роман Паладійчук (22 квітня 1911, Більче-Золоте Борщівського повіту — 2 квітня 1994, Торонто) — видавець і журналіст з Галичини, редактор журналів «Наш Фронт» і «Пробоєм», організатор видавництва «Осередок видавничої допомоги масовій освіті», редактор видань націоналістичного спрямування: «Дешева Книжка», журнал «Самоосвітник», «Молодняк»; на еміґрації, в Новому Ульмі (Німеччина) у власному видавництвві «Прометей» видав 16 книжок. З 1949 р. в Торонто (Канада).

## Життя і діяльність
Ще навчаючись у середній школі, Паладійчук був активним у націоналістичному русі. У 1928 був обраний головою Тернопільської Спілки української націоналістичної молоді. В ОУН належав до фракції Івана Мітринґи. Видавав журнал «Наш Фронт» (1932—33) і «Пробоєм» (1933). Працював редактором у видавництві «Дешева Книжка» (1935—1939), яким керував Володимир Кунанець; редагував молодіжні журнали «Самоосвітник» (1937—1939), «Молодняк» (1937—1939).
У 1944 еміґрував до Німеччини. У Новому Ульмі заснував видавництво «Прометей». Видає збірку поезій Багряного «Золотий бумеранг», його роман «Тигролови», «Юність Василя Шеремети» Уласа Самчука, «Старший боярин» Тодося Осьмачки, зібрку «Материнки» Оксани Лятуринської, альманах «МУР», «Колгосп тварин» Джорджа Орвелла, три томи «Україна в огні й бурі революції» Ісаака Мазепи, його ж два томи «Підстави нашого відродження». Також, разом з Борисом Левицьким та іншими він долучається до лівого крила Української Революційно-Демократичної партії (УРДП) Івана Майстренка, згуртованого навколо місячника «Вперед». У 1949 емігрує до Канади, не пориваючи зв'язку з лівим середовищем, яке зазнавало жорсткої критики від ЗЧ ОУН.
Марко Бойцун називає Паладійчука найбільш практичним у цій групі: «…Роман Паладійчук, який також був членом цього лівого руху, маленької громади в Західній Німеччині, зміг перебратися в Канаду. Усі вони були бідні та не мали з чого видавати газету. Але Паладійчук був підприємливий та знав, як за потреби заробити гроші. Отже, він закуповував каву з Південної Америки в Канаді, пересилав поштою в Мюнхен, а там редколегія газети „Вперед“ розподіляла цей пакет на менші й продавала американським воякам та іншим мюнхенцям, які могли собі дозволити натуральну каву. І з того, що вони заробляли з тих продажів, фінансували свою газету протягом 10 років. Газета дуже-дуже вдало йшла та мала великий розголос».
Був учасником  Третього зїзду українських журналістів США і Канади (1972).
Помер 2 квітня 1994 у Торонто, похований на Prospect Cemetery.

## Твори
- Вільне козацтво (1936)